# Telemundo 47
WNJU o Telemundo 47 (canal digital UHF 35), es una estación de televisión de propiedad y operación de Telemundo con licencia para Linden, Nueva Jersey, Estados Unidos, y que atiende al mercado televisivo de la ciudad de Nueva York . Es una de las dos estaciones emblemáticas de la costa este de la red en español (junto con WSCV en Miami – Fort Lauderdale, Florida ). Propiedad de Telemundo Station Group, subsidiaria de NBCUniversal, WNJU es parte de un duopolio con WNBC (canal 4), el buque insignia de NBC con licencia de Nueva York. Los estudios de WNJU están ubicados en Fletcher Avenue en Fort Lee, Nueva Jersey, y comparte instalaciones de transmisión con WNBC en One World Trade Center.

## Historia

### Primeros años
El 17 de diciembre de 1962, la Comisión Federal de Comunicaciones otorgó un permiso de construcción a la New Jersey Television Broadcasting Company para construir una nueva estación de televisión comercial en una asignación del canal 47 que pertenecía a New Brunswick. Edwin Cooperstein, presidente del titular del permiso y director de radio y televisión de la Universidad de Fairleigh Dickinson y que había sido director del canal 13 de WNTA-TV cuando era un medio comercial, había propuesto la estación un año antes, para transmitir desde una torre en New Jersey Meadowlands. La influencia de FDU también se sintió en la propiedad de la empresa: era propiedad principalmente de Henry Becton (hijo de Maxwell Becton, cofundador de Becton Dickinson ) y Fairleigh Dickinson Jr. (hijo de Fairleigh S. Dickinson Sr., fundador de la Universidad Fairleigh Dickinson). y también cofundador de Becton Dickinson).
El canal 47 en Linden era un plan de respaldo: la compañía había solicitado previamente la asignación del canal 14 a Newark, la ciudad de la licencia de WNTA-TV, argumentando que la conversión de WNTA-TV a WNET no comercial efectivamente le dio a las siete estaciones VHF a Nueva York. Incluso antes de solicitar el permiso, New Jersey Television Broadcasting se había instalado en el Mosque Theatre (ahora Newark Symphony Hall ) en 1020 Broad Street en Newark, la antigua casa de WNTA-TV, que incluía un 10 000 pies cuadrados (929 m²)   estudio que fue el más grande en cualquier estación de televisión fuera de la red en los Estados Unidos; anunció que usaría el antiguo sitio de transmisión de WNTA-TV en West Orange y abasteció a su personal con varios veteranos del canal 13. Cuando se emitió el permiso, Cooperstein anunció que la estación se inauguraría a fines de 1963.
Sin embargo, un mes después de obtener el permiso, la nueva WNJU-TV se decidió por un sitio del Empire State Building para su transmisor, que fue aprobado por la FCC en abril de 1964.  Cooperstein consideró que esto sería necesario para tener calidad de imagen. paridad con las estaciones de Nueva York.  Se había decidido por un formato de programa de espectáculos para el público de Nueva Jersey durante el día y programas étnicos especiales por la noche. En marzo de 1965, la estación reveló un horario con 19 horas semanales de programación en español y otras siete para audiencias afroamericanas.
WNJU-TV firmó en el aire el 16 de mayo de 1965, como la primera estación UHF comercial en el mercado de televisión de Nueva York y el primer servicio comercial nuevo para el área en 16 años. El horario de Channel 47 incluía programas de Nueva Jersey, así como programas en español, negro, judío e italiano, pero incluso dentro de los tres meses posteriores al lanzamiento, el sesenta por ciento de las horas de transmisión de WNJU-TV consistía en producción en español. Fuera de estos programas, a mediados de la década de 1960, la estación transmitió un programa de baile para adolescentes en vivo y producido localmente llamado Disc-O-Teen, presentado por John Zacherle ; corridas de toros y un programa de música folclórica, Rainbow Quest, presentado por Pete Seeger . La estación también abrió camino cuando aceptó publicidad de ron puertorriqueño; dado que la mayoría de las estaciones de televisión (pero no el canal 47) estaban suscritas al Código de Buenas Prácticas de la Asociación Nacional de Locutores, fue el primer anuncio de licor fuerte visto en la televisión estadounidense.
En 1967, WNJU-TV se volvió a todo color y también se convirtió en la primera estación de televisión del área de Nueva York en automatizar su transmisor; optó por no mudarse al World Trade Center cuando se construyó por razones financieras. En 1969, agregó otro tipo de programa especializado a su diversa lista: la cobertura diurna de los mercados bursátiles. Ese mismo año, sin embargo, Cooperstein renunció, citando una "diferencia de política básica" con la junta directiva.

### Propiedad de Screen Gems
WNJU-TV se vendió en el otoño de 1970 por $ 8 millones (un precio bastante alto para una estación UHF en ese momento) a Screen Gems Broadcasting, una subsidiaria de Columbia Pictures . Screen Gems era excepcionalmente adecuada para la estación, ya que era propietaria de WAPA-TV en San Juan, Puerto Rico . En 1968, WNJU originó un programa para WAPA-TV, que representó la primera conexión satelital en vivo desde Nueva York a San Juan.
En 1975, WNJU-TV recibió una renovación de licencia a corto plazo por solo un año (en lugar de los tres habituales en ese momento) por no cumplir con una promesa anterior de limitar los comerciales a 16 minutos por hora, que la estación superó más de 16 por ciento del tiempo.
La estación había evolucionado para transmitir principalmente programación en español, junto con algunos programas de intermediación étnica que se transmitían los fines de semana, incluidos programas en japonés y portugués . Las ventas se duplicaron de $ 2,2 millones en 1976 a $ 4,4 millones en 1978. Al enfocarse en la gran comunidad puertorriqueña en Nueva York, WNJU pudo vencer a WXTV (canal 41) de Spanish International Network, con su programación comparativamente más mexicana, en los índices de audiencia.

### A STV o no a STV
En 1978, Columbia Pictures solicitó autorización para transmitir programación de televisión por suscripción (STV) en WNJU-TV, siendo el franquiciado de STV National Subscription Television–New York, Inc., propiedad de Oak Communications y Chartwell Communications. Estas empresas eran socias en la operación de Los Ángeles de ON TV, que había comenzado en esa ciudad en 1977 y se convirtió en la operación más grande de este tipo en los Estados Unidos; un pacto en noviembre de 1978 le dio el mercado de Nueva York a Chartwell para que lo desarrollara. Se observó preocupación por el posible desplazamiento de la programación en español del horario de máxima audiencia en el canal 47, pero se aprobó el acuerdo.
Jerry Perenchio, uno de los accionistas de Chartwell, y su Tandem Productions adquirieron el 80 por ciento de WNJU-TV de Columbia Pictures a finales de 1979 por 5 millones de dólares. Chartwell pensó seriamente en la idea de llevar ON TV a Nueva York; buscó los derechos de los Yankees de Nueva York con una oferta informada de $ 20 millones al año y perdió. También propuso usar la capacidad de audio multicanal del sistema STV para presentar algunos programas en inglés y español simultáneamente. También se produjo una mejora técnica en 1980, cuando se aprobó que WXTV y WNJU se trasladaran al World Trade Center.
La idea de convertir el canal 47 en una estación de suscripción se abandonó en enero de 1981, con la competencia de Wometco Home Theatre (que había operado en el área triestatal desde 1977 ), una amplia penetración del cable y el liderazgo de calificaciones existente de la estación sobre WXTV para audiencias de habla hispana citó entre las razones para terminar los planes. El Canal 47 siguió siendo en español, aunque otros pretendientes hicieron ofertas no solicitadas, algunas de las cuales habrían terminado con ese estado. En 1985, Grant Broadcasting System hizo una oferta de $ 65 millones por la estación, que fue rechazada por ser demasiado baja.

### NetSpan y Telemundo

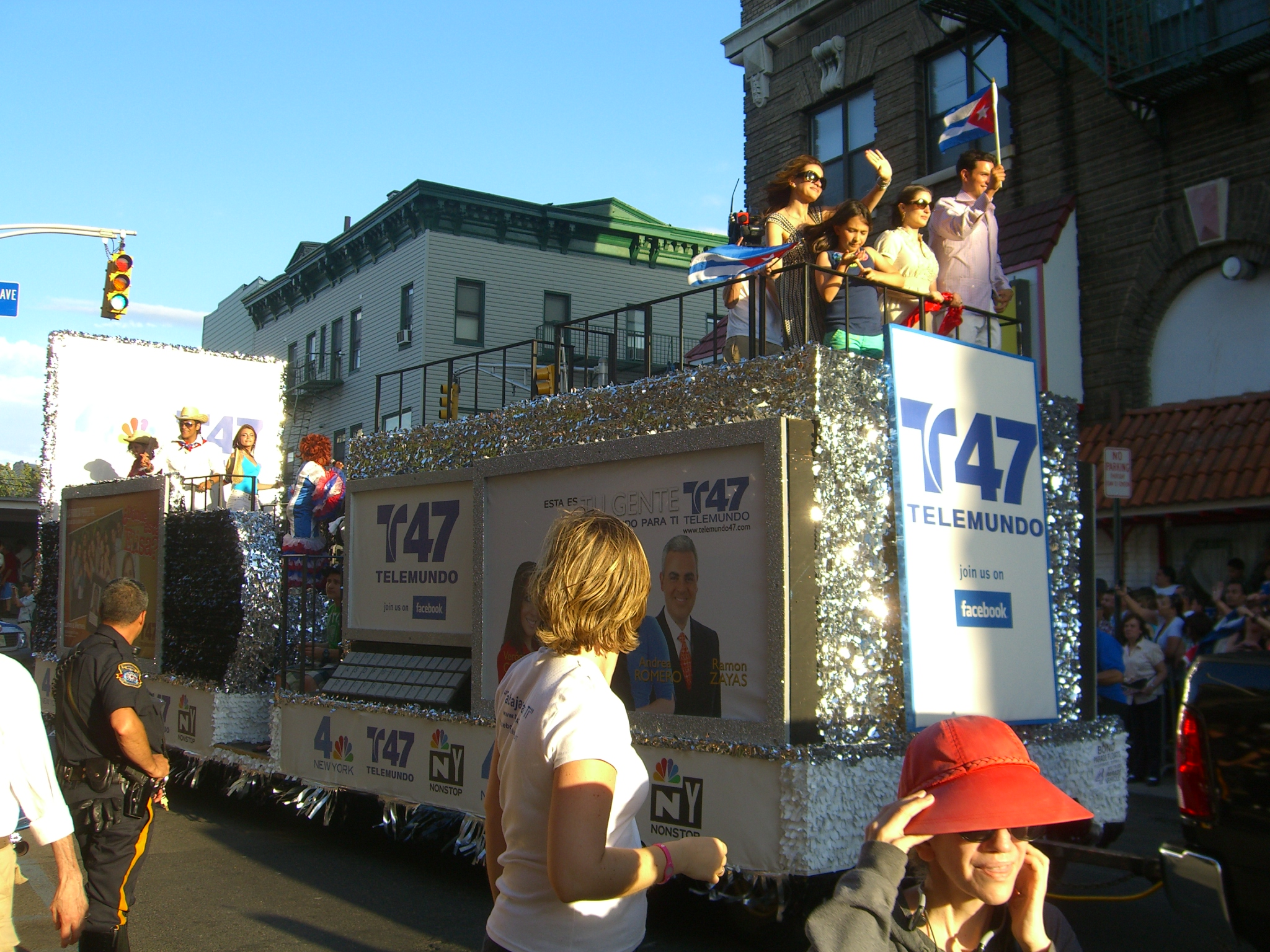
Una carroza que representa a WNJU Telemundo 47 en el Desfile del Día de Cuba en Union City, Nueva Jersey.

En 1970, Carlos Barba, ex estrella de la televisión cubana que había sido gerente general de WAPA-TV, se convirtió en gerente general de WNJU; fue ascendido a presidente en 1980. En 1984, Barba lideró la creación de NetSpan, una segunda red en español para competir con SIN. Los afiliados fundadores de NetSpan fueron WNJU, el canal 18 KSCI-TV independiente de etnias para el mercado de Los Ángeles y WBBS-TV de Chicago. Ese mismo año, el canal 47 se mudó de Newark a un nuevo edificio de un piso en Teterboro, y Barba contrató a Nely Galán, de 22 años, para que fuera la gerente de la estación.
ON TV cerró en 1985 y, al salir, hizo dos contribuciones importantes al lanzamiento de una segunda cadena de televisión en español al vender KBSC-TV del área de Los Ángeles a Estrella Communications, un grupo respaldado por Reliance Capital que la convirtió al español como KVEA, y Fort Lauderdale, Florida, la estación WKID a John Blair & Co., que la relanzó como WSCV en español. Para 1986, KVEA había reemplazado a KSCI (y WCIU-TV había ingresado en Chicago); la cadena ofreció tres horas diarias de programación más especiales.  Reliance Capital Group, que también estaba en proceso de comprar WSCV, llegó a un acuerdo para adquirir WNJU-TV por $70 millones en octubre de 1986. Grupos que habrían convertido el canal 47 al funcionamiento en inglés habían hecho dos ofertas más altas, las cuales fueron rechazadas.
Con WNJU y WSCV ahora propiedad de Reliance, el 12 de enero de 1987, NetSpan se convirtió en Telemundo, proporcionando programación adicional y programación de noticias nacionales. La estación continuó transmitiendo programas de fin de semana en otros idiomas hasta la década de 1990, incluidos programas indios, griegos, haitianos y paquistaníes. Durante la década de 1990 y principios de la de 2000, la estación experimentó con transmisiones simultáneas de deportes en español, que incluían juegos de los Yankees, New York Knicks y New York CityHawks. Sin embargo, los índices de audiencia locales cayeron a medida que los hábitos televisivos de Nueva York cayeron más en línea con los nacionales y Univision llegó a dominar la programación nacional y local.
En 2002, General Electric (entonces propietaria de NBC ) compró Telemundo, lo que condujo a una importante revisión del producto al aire en la red y las estaciones. En 2004, WNJU se mudó de Teterboro al sexto piso en 2200 Fletcher Avenue en Fort Lee, ocupando los antiguos estudios y oficinas de la red de cable CNBC, propiedad de NBC, que se había mudado a un nuevo complejo de estudios de última generación en acantilados de Englewood ; el espacio era más del doble del tamaño de las instalaciones de Teterboro.
Después de los ataques del 11 de septiembre, WNJU fue una de varias estaciones que se trasladaron provisionalmente a la Torre Alpina. No había espacio para una instalación digital en el Empire State Building, por lo que se utilizó un sitio permanente en West Orange junto con un transmisor secundario en 4 Times Square para mejorar los niveles de señal en Queens y Long Island . Sin embargo, la instalación analógica del canal 47 volvió al ESB. El 17 de mayo de 2017, WNJU anunció que comenzaría las pruebas de transmisión nocturna por aire desde One World Trade Center en la cuarta semana de mayo de 2017, que esperaban comenzar de siete a 10 días después; a fines de año, WNJU y otras cuatro estaciones de televisión del área de la ciudad de Nueva York comenzaron a transmitir desde la nueva torre.

## Operación de noticias
WNJU lanzó su operación de noticias a mediados de la década de 1980, con noticieros a las 6 p. m. presentados por Jorge L. Ramos ; una edición de las 11 p. m. siguió en 1996. En 1997 lanzó una edición de fin de semana del Noticiero 47 ; un noticiero matutino llamado Noticiero 47 Primera Edición siguió en 2001. Sin embargo, debido a los recortes en toda la empresa, WNJU desconectó sus noticieros de la mañana, el mediodía y los fines de semana en 2009.
Las noticias de fin de semana se restablecieron en 2011, junto con el lanzamiento de un nuevo programa de asuntos públicos, Enfoque New York . En noviembre de 2012 se presentó un nuevo noticiero matutino, llamado Buenos Días, Nueva York .
El 18 de septiembre de 2014, Telemundo anunció un nuevo 5:30 p. m./4:30 noticiero de la tarde para las 14 estaciones que posee y opera, incluida WNJU. En 2018, se agregó un noticiero del mediodía en 10 estaciones de Telemundo, incluida WNJU.

### Personal notable al aire actualmente
- Victoria Sosa – en Acceso Total

### Personal notable al aire anteriormente
- John F. Bateman - anfitrión, Rutgers Football Highlights [59]
- Brook Benton - presentador, The Brook Benton Show
- Buck Canel - presentador, noticias y deportes en español [59]
- Myer Feldman - presentador, Asuntos judíos [59]
- Hal Jackson - presentador, Mundo del entretenimiento [59]
- Helen Meyner – Programa Helen Meyner [59]
- Jorge L. Ramos – presentador [60]
- Jackie Robinson - presentador, A Time to Talk
- Myrta Silva — presentadora, Una Hora Contigo (Una Hora Contigo)[61]
- Billy Taylor - presentador, Jazz en América [62]
- Richard Voliva - anfitrión, High School Wrestling [59]
- Zacherley - anfitrión, Disco-Teen [59]

## Información técnica

### Subcanales
WNJU presenta dos subcanales en el múltiplex compartido con WNBC:
| Canal | Video | Aspecto | Nombre corto | Programación                            |
| ----- | ----- | ------- | ------------ | --------------------------------------- |
| 47.1  | 1080i | 16:9    | WNJU-HD      | Programación principal WNJU / Telemundo |
| 47.2  | 480i  | 4:3     | Télex        | TeleXitos                               |

### Conversión de analógico a digital
WNJU interrumpió la programación regular en su señal analógica, a través del canal 47 de UHF, el 12 de junio de 2009, como parte de la transición ordenada por el gobierno federal de la televisión analógica a la digital . La señal digital de la estación permaneció en su canal UHF 36 previo a la transición.
El 13 de abril de 2017, se reveló que el espectro por aire de la estación hermana WNBC se había vendido en la subasta de reasignación de espectro de la FCC, por $ 214 millones; WNBC permanecería en funcionamiento, compartiendo espectro de transmisión con WNJU. La transmisión compartida entró en vigencia el 2 de abril de 2018. WNJU y WNBC luego cambiaron de canal nuevamente al canal digital 35 el 1 de agosto de 2019.